# پامسار
پامسار، روستایی از توابع بخش مرکزی شهرستان فومن در استان گیلان ایران است.

## جمعیت
این روستا در دهستان لولمان قرار دارد و براساس سرشماری مرکز آمار ایران در سال ۱۳۸۵، جمعیت آن ۳۲۸ نفر (۹۰ خانوار) بوده‌است.
پامسار یکی از روستاهای تابع شهرستان فومن است که از مسیر جادهٔ فومن به ماسوله قابل‌دسترسی است.